# Viterbe
Viterbe település Franciaországban, Tarn megyében. Lakosainak száma 360 fő (2022. január 1.). Viterbe Teyssode, Fiac és Lavaur községekkel határos.

## Népesség
A település népessége az elmúlt években az alábbi módon változott:
| Lakosok száma | 355  | 359  | 366  | 361  | 362  | 360  | 360  | 358  | 360  |
|               | 2013 | 2015 | 2016 | 2017 | 2018 | 2019 | 2020 | 2021 | 2022 |